# Muriel Cerf
Muriel Cerf (Parijs, 4 juni 1950 – Anet, 19 mei 2012) was een Frans roman- en reisboekenschrijfster. 
Haar eerste boek: L'Antivoyage, was gebaseerd op haar reizen door in Zuidoost-Azië en was meteen een enorm succes.  Ze ontving de "Prix Littéraire Valery Larbaud" in 1975 voor Le Diable vert.

## Bekende boeken
- L'Antivoyage (1974)
- Le Diable vert (1975)
- Marie Tiefenthaler (1982)
- Julia M. ou le Premier Regard (1991)
- La Petite Culotte (2005)

## Film
Ze schreef samen met Marc Cholodenko het scenario van de film La naissance de l'amour in 1993.
Cerf overleed in 2012 aan kanker op 61-jarige leeftijd in haar woonplaats Anet.
- Bibsys: 98013497
- Biblioteca Nacional de España: XX1220389
- Bibliothèque nationale de France: cb11895759b (data)
- Gemeinsame Normdatei: 1096831821
- International Standard Name Identifier: 0000 0000 6638 1820
- Library of Congress Control Number: n50034325
- Nationale bibliotheek van Australië: 35026934
- Nationale Bibliotheek van Israël: 987007345376105171
- Nederlandse Thesaurus van Auteursnamen: 068085427
- Réseau des bibliothèques de Suisse occidentale: 02-A003091086
- Système universitaire de documentation: 026774593
- Virtual International Authority File: 91290581
- WorldCat: E39PBJmMYhTkh86dpk3hWwJFKd